# 페이지 나누기
페이지 나누기 또는 페이지 브레이크(page break)는 문서 인터프리터에 다음에 나오는 내용이 새 페이지의 일부임을 알려주는 전자 문서의 표시이다. 페이지 나누기로 인해 문서를 프린터로 스풀링하는 동안 용지 공급이 프린터로 전송된다. 따라서 페이지 매기기에 기여하는 요소 중 하나이다.

## 폼 피드
폼 피드(form feed)는 페이지 나누기 ASCII 제어 문자이다. 이는 프린터가 현재 페이지를 꺼내고 다른 페이지의 맨 위에 계속 인쇄하도록 지시한다. 종종 캐리지 리턴이 발생한다. 폼 피드 문자 코드는 12(16진수로 0xC)로 정의되며 Ctrl+L 또는 ^L로 표시될 수 있다. 관련 용도에서 Ctrl+L을 사용하면 배시와 같은 유닉스 셸에서 화면을 지우거나 vi/emacs와 같은 TUI 프로그램에서 화면을 다시 그릴 수 있다. C 프로그래밍 언어(및 C에서 파생된 다른 언어)에서 폼 피드 문자는 '\f'로 표시된다. 유니코드는 또한 문자 U+21A1 ↡ downwards two headed arrow를 용지 공급에 대한 인쇄 가능한 기호(용지 공급 자체가 아님)로 제공한다. 폼 피드 문자는 C 문자 분류 함수 isspace()에 의해 공백으로 간주된다.
윈도우, 유닉스, 리눅스 또는 macOS와 같은 최신 운영 환경에서 최신 프린터로 프로그래밍할 때는 폼 피드가 거의 사용되지 않는다. 대신, 인쇄 프로그램에서 용지 공급 API 함수를 호출하여 용지 공급이 생성된다. 예를 들어 닷넷 프레임워크를 사용하여 인쇄할 때 PrintPageEventArgs.HasMorePages 속성은 폼 피드가 필요함을 나타내는 데 사용된다.

## 같이 보기
- 새줄 문자